# 五十嵐美貴
五十嵐 美貴（いがらし みき、1962年11月21日 - ）は、日本のギタリスト。神奈川県厚木市出身。血液型はA型。愛称はsun-go☆。SHOW-YAのメンバー。

## 来歴
- 1985年 - 「SHOW-YA」のギタリストとして「素敵にダンシング」でメジャー・デビュー。
- 1997年 - 寺田恵子らと、「全日本女子プロバンド」を結成。
- 1998年 - SHOW-YA解散。
- 2000年 - 寺沢功一、遠藤正明と「BLIND PIG」を結成後、全日本女子プロバンド脱退。
- 2005年6月 - 寺田恵子の呼びかけでSHOW-YA再結成。
- 2009年 - 石原愼一郎のソロプロジェクトであるmintmintsに参加。

## 愛称
sun-go☆の由来は、中村美紀、角田美喜、自身の名前が「みき」で、3番目に加入したため元々は「3号」だったと当時の雑誌に手書きで掲載されていたが、実際はプロレスラーのストロングマシーン由来から。